# El Lagrimal Trifurca
El Lagrimal Trifurca fue una revista cultural que se editó en Rosario, Argentina, entre 1968 y 1976. Fue dirigida por el poeta Francisco Gandolfo junto a su hijo Elvio.
Si bien al principio fue trimestral, con el tiempo su publicación se hizo más irregular. Fueron publicados 14 números, el último de los cuales apareció en 1976.
Si bien estaba consagrada a la poesía y a la literatura en general, su contenido no fue indiferente a los sucesos políticos del país y el mundo de la época (el Rosariazo, el Mayo francés, etc.)